# Squirrel King
Squirrel King es un videojuego de plataformas sin licencia desarrollado por Gamtec para la Sega Mega Drive originado en Taiwán. Contiene bastantes similitudes con Chip 'n Dale: Rescue Rangers y Chip 'n Dale: Rescue Rangers 2 de la Nintendo Entertainment System, utilizando gráficos similares y copiando completamente las mecánicas del juego original, donde se utiliza C para saltar, B para recoger y lanzar cajas, y A para lanzar bolas de fuego, en caso de que se sostenga una. Este, fue lanzado en 1995 en Taiwán; a pesar de ello, fue desarrollado en inglés, por lo que más tarde se distribuiría al resto del mundo. El juego fue diseñado por Jazz y Dark, y la música compuesta por Liao Han Ming y utilizando como driver de sonido el SMPS Z80, mismo driver  que utilizaba Wonder Boy III: Monster Lair de Mega Drive. Al igual que en el juego original, Chip y Dale deberán levantar objetos como bellotas, jaulas, barriles para lanzarlos a los enemigos y atravesar los niveles y atacar a los jefes.

## Post-lanzamiento

### Otras versiones

#### Super Mario World (Mega Drive)
Super Mario World también conocido como Super Mario Bros. es un rom-hack de 1996 de Squirrel King desarrollado por Chuanpu y posiblemente publicado por Ming Super Chip Electronic. Este es un juego que utiliza a los personajes de la serie de videojuegos de Super Mario pretendiendo ser un juego más de la misma serie. El juego utiliza las mismas mecánicas que Squirrel King y parte de la música del juego está basada en Donkey Kong Country para la Super Nintendo.

#### Squirrel (SNES)
Squirrel es un port de Squirrel King desarrollado por DVS Electronic Co para la Super Nintendo y lanzado el 5 de abril de 1999. El port cuenta con todos los niveles del juego original, aunque elimina los jefes por completo, a excepción del jefe final, el cual es uno completamente nuevo. El juego utiliza como motor la base Bonkers para la misma consola, y comparte la música y efectos de sonido del mismo. Los sprites de algunos enemigos y de la pantalla de inicio son una modificación de los gráficos del Trials of Mana. La pantalla de fin de juego está basada en la misma del Super Mario Bros. 3.

### Lanzamientos posteriores
El equipo Super Fighter Team compró los juegos de Gamtec. A mediados de 2010, Piko Interactive se hizo con este mismo equipo, heredando esta librería de juegos, la cual incluye Squirrel King. A través de la licencia de esta compañía, el juego se ha distribuido en más platfomas.

#### AtGames Legends Ultimate
En ciertos modelos de la consola AtGames Legends Ultimate se incluía este juego junto con otros, lo cual es extraño, pues entre estos juegos se encuentran algunos títulos con la licencia oficial de Disney.

#### AntStream
En la plataforma de streaming arcade de AntStream se incluyó Squirrel, el port de Squirrel King para la Super Nintendo, con el material promocional original y los nombres de Chip y Dale, junto con otros juegos de Gamtec.